# GPS Portland Phoenix
El GPS Portland Phoenix es un equipo de fútbol de los Estados Unidos que juega en la USL League Two, la cuarta liga de fútbol más importante del país.

## Historia
Fue fundado en el año 2009 en la ciudad de Portland, Maine con el nombre Portland Phoenix tras adquirir la franquicia del desaparecido Cape Cod Crusaders, campeones de la cuarta división en dos ocasiones y que desapareció al terminar la temporada 2008.
Es parte de la Maine Premier Soccer, organización deportiva creada en el 2009 hermana de la Massachusetts Premier Soccer, con la misión de desarrollar futbolistas y entrenadores profesionales en el estado.
Su primer partido oficial lo disputaron el 9 de mayo del 2010 con una victoria 3-0 ante el Westchester Flames, donde Chris Banks anotó el primer gol en la historia del club.
En el 2012, la compañía Global Premier Soccer cambió el nombre del club por el actual por razones de patrocinio.

## Palmarés
- USL PDL Northeast Division: 1

2011

## Estadios
- Memorial Field en Deering High School; Portland, Maine (2010–)
- Estadio de la Scarborough High School; Scarborough, Maine 2 juegos (2010-2011)
- Estadio de la Windham High School; Windham, Maine 1 juego (2010)

## Entrenadores
- Alistair Bain (2010-)

## Jugadores

### Jugadores destacados
| - Chris Banks - Kyle Clinton - Bryan Gaul - Eoin Lynch - Paul Nicholson - Aaron Schoenfeld - Chris Spendlove - Brandon Tyler - Matt Williams - Charlie Rugg | - Ryan Thompson - Jason Massie - Michael Donald - Adam Perron - Pierre Omanga - Nathaniel Short |